# Aron Gunnarsson
Aron Gunnarsson (Akureyri, 22 april 1989) is een IJslandse voetballer. Vanaf september 2024 speelt hij voor Al-Gharafa. Aron debuteerde in 2008 in het IJslands voetbalelftal.

## Clubcarrière
Aron Gunnarsson speelde in zijn jeugd bij de IJslandse club Þór Akureyri uit zijn geboortestad Akureyri. In het seizoen 2005/06 maakte hij zijn debuut bij de hoofdmacht van deze club, dat op dat moment uitkwam in de op een na hoogste IJslandse divisie. In 2006 maakte Aron de overstap naar AZ, waar hij eerst bij de A-jeugd en beloften ging spelen. Op 10 februari 2008 maakte hij zijn debuut bij AZ in de Eredivisie tegen N.E.C., één week na zijn debuut in het nationaal elftal. Enkele maanden later vertrok Aron bij AZ om te spelen voor Coventry City FC. Drie seizoenen lang speelde Aron bij Coventry in de tweede Engelse divisie, met in zijn eerste twee seizoenen allebei 40 gespeelde wedstrijden in de competitie en in zijn derde en laatste seizoen bij de club 42 wedstrijden.
In de zomer van 2011 tekende Aron transfervrij een contract bij Cardiff City, waarvoor hij in de jaargang 2011/12 44 maal in actie kwam in de Championship (vijf doelpunten). Met Cardiff dwong hij aan het einde van het volgende seizoen promotie af naar de Premier League, waarin de club gedurende het seizoen 2013/14 speelde en in mei 2014 weer uit degradeerde. Aron speelde vervolgens in het seizoen 2014/15 weer 45 competitiewedstrijden voor Cardiff in de Championship, maar promotie werd in deze jaargang niet afgedwongen.

## Clubstatistieken
| Seizoen     | Club          | Competitie     | Competitie | Competitie | Competitie | Beker | Beker | Beker | Internationaal | Internationaal | Internationaal | Totaal | Totaal | Totaal |
| Seizoen     | Club          | Competitie     | Wed.       | Dlp.       | Ass.       | Wed.  | Dlp.  | Ass.  | Wed.           | Dlp.           | Ass.           | Wed.   | Dlp.   | Ass.   |
| ----------- | ------------- | -------------- | ---------- | ---------- | ---------- | ----- | ----- | ----- | -------------- | -------------- | -------------- | ------ | ------ | ------ |
| 2007/08     | AZ            | Eredivisie     | 1          | 0          | 0          | 0     | 0     | 0     | —              | —              | —              | 1      | 0      | 0      |
| Club totaal | Club totaal   | Club totaal    | 1          | 0          | 0          | 0     | 0     | 0     | 0              | 0              | 0              | 1      | 0      | 0      |
| 2008/09     | Coventry City | Championship   | 40         | 1          | 1          | 7     | 1     | 2     | —              | —              | —              | 47     | 2      | 3      |
| 2009/10     | Coventry City | Championship   | 40         | 1          | 0          | 2     | 0     | 0     | —              | —              | —              | 42     | 1      | 0      |
| 2010/11     | Coventry City | Championship   | 42         | 4          | 5          | 2     | 0     | 0     | —              | —              | —              | 44     | 4      | 5      |
| Club totaal | Club totaal   | Club totaal    | 122        | 6          | 6          | 11    | 1     | 2     | 0              | 0              | 0              | 133    | 7      | 8      |
| 2011/12     | Cardiff City  | Championship   | 44         | 5          | 3          | 6     | 0     | 1     | —              | —              | —              | 50     | 5      | 4      |
| 2012/13     | Cardiff City  | Championship   | 45         | 8          | 6          | 0     | 0     | 0     | —              | —              | —              | 45     | 8      | 6      |
| 2013/14     | Cardiff City  | Premier League | 23         | 1          | 2          | 2     | 0     | 0     | —              | —              | —              | 25     | 1      | 2      |
| 2014/15     | Cardiff City  | Championship   | 45         | 4          | 4          | 3     | 0     | 0     | —              | —              | —              | 48     | 4      | 4      |
| 2015/16     | Cardiff City  | Championship   | 28         | 2          | 1          | 1     | 0     | 0     | —              | —              | —              | 29     | 2      | 1      |
| 2016/17     | Cardiff City  | Championship   | 40         | 3          | 3          | 1     | 0     | 0     | —              | —              | —              | 41     | 3      | 3      |
| 2017/18     | Cardiff City  | Championship   | 20         | 1          | 1          | 0     | 0     | 0     | —              | —              | —              | 20     | 1      | 1      |
| 2018/19     | Cardiff City  | Premier League | 28         | 1          | 1          | 0     | 0     | 0     | —              | —              | —              | 28     | 1      | 1      |
| Club totaal | Club totaal   | Club totaal    | 273        | 25         | 21         | 13    | 0     | 1     | 0              | 0              | 0              | 286    | 25     | 22     |
| 2019/20     | Al Arabi      | Qatari League  | 17         | 2          | 1          | 1     | 1     | 0     | —              | —              | —              | 18     | 3      | 1      |
| 2020/21     | Al Arabi      | Qatari League  | 20         | 2          | 1          | 5     | 0     | 1     | —              | —              | —              | 25     | 2      | 2      |
| 2021/22     | Al Arabi      | Qatari League  | 21         | 2          | 0          | 7     | 1     | 1     | —              | —              | —              | 28     | 3      | 1      |
| 2022/23     | Al Arabi      | Qatari League  | 21         | 0          | 0          | 6     | 1     | 0     | —              | —              | —              | 27     | 1      | 0      |
| 2023/24     | Al Arabi      | Qatari League  | 0          | 0          | 0          | 0     | 0     | 0     | —              | —              | —              | 0      | 0      | 0      |
| Club totaal | Club totaal   | Club totaal    | 79         | 6          | 2          | 19    | 3     | 2     | 0              | 0              | 0              | 98     | 9      | 4      |
| Totaal      | Totaal        | Totaal         | 475        | 37         | 29         | 43    | 4     | 5     | 0              | 0              | 0              | 518    | 41     | 34     |

Bijgewerkt op 12 mei 2016.

## Interlandcarrière
Aron Gunnarsson maakte zijn debuut in het IJslands voetbalelftal op 2 februari 2008 in een vriendschappelijke interland tegen Wit-Rusland (2–0 verlies). Zijn 27ste interland op 27 mei 2012 was hij zijn eerste wedstrijd als aanvoerder van IJsland; bondscoach Lars Lagerbäck hield hem sindsdien in die positie. Op 10 oktober 2014 maakte Aron zijn eerste interlanddoelpunt in een interland in het kwalificatietoernooi voor het Europees kampioenschap voetbal 2016 tegen Letland (0–3 winst).
In hetzelfde kwalificatietoernooi was hij acht maanden later opnieuw trefzeker, nu in de thuiswedstrijd tegen Tsjechië, de koploper in de groep op dat moment; een tweede doelpunt door Kolbeinn Sigþórsson bezorgde IJsland de winst en deed het land stijgen naar de eerste plaats in de kwalificatie. Aron Gunnarsson kreeg van de Oekraïense arbiter Jevhen Aranovsky op 6 september 2015 één minuut voor tijd een rode kaart; de wedstrijd tegen Kazachstan eindigde in een 0–0 gelijkspel, waardoor IJsland zich kwalificeerde voor het EK 2016. IJsland, met aanvoerder Aron, werd in de kwartfinale van het toernooi uitgeschakeld door gastland Frankrijk, dat met 5–2 won.
| Interlands van Aron Gunnarsson voor IJsland | Interlands van Aron Gunnarsson voor IJsland | Interlands van Aron Gunnarsson voor IJsland | Interlands van Aron Gunnarsson voor IJsland | Interlands van Aron Gunnarsson voor IJsland | Interlands van Aron Gunnarsson voor IJsland |
| №                                           | Datum                                       | Wedstrijd                                   | Uitslag                                     | Soort wedstrijd                             | Doelpunten                                  |
| Als speler bij AZ                           | Als speler bij AZ                           | Als speler bij AZ                           | Als speler bij AZ                           | Als speler bij AZ                           | Als speler bij AZ                           |
| ------------------------------------------- | ------------------------------------------- | ------------------------------------------- | ------------------------------------------- | ------------------------------------------- | ------------------------------------------- |
| 1.                                          | 2 februari 2008                             | Wit-Rusland – IJsland                       | 2 – 0                                       | Vriendschappelijk                           |                                             |
| 2.                                          | 16 maart 2008                               | IJsland – Faeröer                           | 3 – 0                                       | Vriendschappelijk                           |                                             |
| 3.                                          | 26 maart 2008                               | Slowakije – IJsland                         | 1 – 2                                       | Vriendschappelijk                           |                                             |
| 4.                                          | 28 mei 2008                                 | IJsland – Wales                             | 0 – 1                                       | Vriendschappelijk                           |                                             |
| Als speler bij Coventry City                |                                             |                                             |                                             |                                             |                                             |
| 5.                                          | 6 september 2008                            | Noorwegen – IJsland                         | 2 – 2                                       | Kwalificatie WK 2010                        |                                             |
| 6.                                          | 10 september 2008                           | IJsland – Schotland                         | 1 – 2                                       | Kwalificatie WK 2010                        |                                             |
| 7.                                          | 11 oktober 2008                             | Nederland – IJsland                         | 2 – 0                                       | Kwalificatie WK 2010                        |                                             |
| 8.                                          | 15 oktober 2008                             | IJsland – Macedonië                         | 1 – 0                                       | Kwalificatie WK 2010                        |                                             |
| 9.                                          | 19 november 2008                            | Malta – IJsland                             | 0 – 1                                       | Vriendschappelijk                           |                                             |
| 10.                                         | 11 februari 2009                            | Liechtenstein – IJsland                     | 0 – 2                                       | Vriendschappelijk                           |                                             |
| 11.                                         | 1 april 2009                                | Schotland – IJsland                         | 2 – 1                                       | Kwalificatie WK 2010                        |                                             |
| 12.                                         | 6 juni 2009                                 | IJsland – Nederland                         | 1 – 2                                       | Kwalificatie WK 2010                        |                                             |
| 13.                                         | 12 augustus 2009                            | IJsland – Slowakije                         | 1 – 1                                       | Vriendschappelijk                           |                                             |
| 14.                                         | 5 september 2009                            | IJsland – Noorwegen                         | 1 – 1                                       | Kwalificatie WK 2010                        |                                             |
| 15.                                         | 13 oktober 2009                             | IJsland – Zuid-Afrika                       | 1 – 0                                       | Vriendschappelijk                           |                                             |
| 16.                                         | 14 november 2009                            | Luxemburg – IJsland                         | 1 – 1                                       | Vriendschappelijk                           |                                             |
| 17.                                         | 3 maart 2010                                | Cyprus – IJsland                            | 0 – 0                                       | Vriendschappelijk                           |                                             |
| 18.                                         | 11 augustus 2010                            | IJsland – Liechtenstein                     | 1 – 1                                       | Vriendschappelijk                           |                                             |
| 19.                                         | 3 september 2010                            | IJsland – Noorwegen                         | 1 – 2                                       | Kwalificatie EK 2012                        |                                             |
| 20.                                         | 7 september 2010                            | Denemarken – IJsland                        | 1 – 0                                       | Kwalificatie EK 2012                        |                                             |
| 21.                                         | 17 november 2010                            | Israël – IJsland                            | 2 – 3                                       | Vriendschappelijk                           |                                             |
| 22.                                         | 26 maart 2011                               | Cyprus – IJsland                            | 0 – 0                                       | Kwalificatie EK 2012                        |                                             |
| 23.                                         | 4 juni 2011                                 | IJsland – Denemarken                        | 0 – 2                                       | Kwalificatie EK 2012                        |                                             |
| Als speler bij Cardiff City                 |                                             |                                             |                                             |                                             |                                             |
| 24.                                         | 10 augustus 2011                            | Hongarije – IJsland                         | 4 – 0                                       | Vriendschappelijk                           |                                             |
| 25.                                         | 7 oktober 2011                              | Portugal – IJsland                          | 5 – 3                                       | Kwalificatie EK 2012                        |                                             |
| 26.                                         | 29 februari 2012                            | Montenegro – IJsland                        | 2 – 1                                       | Vriendschappelijk                           |                                             |
| 27.                                         | 27 mei 2012                                 | Frankrijk – IJsland                         | 3 – 2                                       | Vriendschappelijk                           |                                             |
| 28.                                         | 30 mei 2012                                 | Zweden – IJsland                            | 3 – 2                                       | Vriendschappelijk                           |                                             |
| 29.                                         | 15 augustus 2012                            | IJsland – Faeröer                           | 2 – 0                                       | Vriendschappelijk                           |                                             |
| 30.                                         | 7 september 2012                            | IJsland – Noorwegen                         | 2 – 1                                       | Kwalificatie WK 2014                        |                                             |
| 31.                                         | 11 september 2012                           | Cyprus – IJsland                            | 1 – 0                                       | Kwalificatie WK 2014                        |                                             |
| 32.                                         | 12 oktober 2012                             | Albanië – IJsland                           | 1 – 2                                       | Kwalificatie WK 2014                        |                                             |
| 33.                                         | 14 november 2012                            | Andorra – IJsland                           | 0 – 2                                       | Vriendschappelijk                           |                                             |
| 34.                                         | 22 maart 2013                               | Slovenië – IJsland                          | 1 – 2                                       | Kwalificatie WK 2014                        |                                             |
| 35.                                         | 7 juni 2013                                 | IJsland – Slovenië                          | 2 – 4                                       | Kwalificatie WK 2014                        |                                             |
| 36.                                         | 6 september 2013                            | Zwitserland – IJsland                       | 4 – 4                                       | Kwalificatie WK 2014                        |                                             |
| 37.                                         | 10 september 2013                           | IJsland – Albanië                           | 2 – 1                                       | Kwalificatie WK 2014                        |                                             |
| 38.                                         | 11 oktober 2013                             | IJsland – Cyprus                            | 2 – 0                                       | Kwalificatie WK 2014                        |                                             |
| 39.                                         | 15 oktober 2013                             | Noorwegen – IJsland                         | 1 – 1                                       | Kwalificatie WK 2014                        |                                             |
| 40.                                         | 15 november 2013                            | IJsland – Kroatië                           | 0 – 0                                       | Kwalificatie WK 2014                        |                                             |
| 41.                                         | 19 november 2013                            | Kroatië – IJsland                           | 2 – 0                                       | Kwalificatie WK 2014                        |                                             |
| 42.                                         | 5 maart 2014                                | Wales – IJsland                             | 3 – 1                                       | Vriendschappelijk                           |                                             |
| 43.                                         | 30 mei 2014                                 | Oostenrijk – IJsland                        | 1 – 1                                       | Vriendschappelijk                           |                                             |
| 44.                                         | 4 juni 2014                                 | IJsland – Estland                           | 1 – 0                                       | Vriendschappelijk                           |                                             |
| 45.                                         | 9 september 2014                            | IJsland – Turkije                           | 3 – 0                                       | Kwalificatie EK 2016                        |                                             |
| 46.                                         | 10 oktober 2014                             | Letland – IJsland                           | 0 – 3                                       | Kwalificatie EK 2016                        | 77'                                         |
| 47.                                         | 13 oktober 2014                             | IJsland – Nederland                         | 2 – 0                                       | Kwalificatie EK 2016                        |                                             |
| 48.                                         | 12 november 2014                            | België – IJsland                            | 3 – 1                                       | Vriendschappelijk                           |                                             |
| 49.                                         | 16 november 2014                            | Tsjechië – IJsland                          | 2 – 1                                       | Kwalificatie EK 2016                        |                                             |
| 50.                                         | 28 maart 2015                               | Kazachstan – IJsland                        | 0 – 3                                       | Kwalificatie EK 2016                        |                                             |
| 51.                                         | 12 juni 2015                                | IJsland – Tsjechië                          | 2 – 1                                       | Kwalificatie EK 2016                        | 60'                                         |
| 52.                                         | 3 september 2015                            | Nederland – IJsland                         | 0 – 1                                       | Kwalificatie EK 2016                        |                                             |
| 53.                                         | 6 september 2015                            | IJsland – Kazachstan                        | 0 – 0                                       | Kwalificatie EK 2016                        |                                             |
| 54.                                         | 13 oktober 2015                             | Turkije – IJsland                           | 1 – 0                                       | Kwalificatie EK 2016                        |                                             |
| 55.                                         | 13 november 2015                            | Polen – IJsland                             | 4 – 2                                       | Vriendschappelijk                           |                                             |
| 56.                                         | 24 maart 2016                               | Denemarken – IJsland                        | 2 – 1                                       | Vriendschappelijk                           |                                             |
| 57.                                         | 29 maart 2016                               | Griekenland – IJsland                       | 2 – 3                                       | Vriendschappelijk                           |                                             |
| 58.                                         | 1 juni 2016                                 | Noorwegen – IJsland                         | 3 – 2                                       | Vriendschappelijk                           |                                             |
| 59.                                         | 6 juni 2016                                 | IJsland – Liechtenstein                     | 4 – 0                                       | Vriendschappelijk                           |                                             |
| 60.                                         | 14 juni 2016                                | Portugal – IJsland                          | 1 – 1                                       | EK 2016                                     |                                             |
| 61.                                         | 18 juni 2016                                | IJsland – Hongarije                         | 1 – 1                                       | EK 2016                                     |                                             |
| 62.                                         | 22 juni 2016                                | IJsland – Oostenrijk                        | 2 – 1                                       | EK 2016                                     |                                             |
| 63.                                         | 27 juni 2016                                | Engeland – IJsland                          | 1 – 2                                       | EK 2016                                     |                                             |
| 64.                                         | 3 juli 2016                                 | Frankrijk – IJsland                         | 5 – 2                                       | EK 2016                                     |                                             |

Bijgewerkt op 3 juli 2016.

## Erelijst
Cardiff City
- Football League Championship

2013